# Merir
Merir (auch Melieli, Meliel, Pulo Maria oder Warren Hastings Insel) ist eine kleine abgelegene Insel im Westpazifik. Die längliche Insel ist üppig bewachsen und von einem Korallenriff umgeben.
Das Hauptdorf Melieli liegt im Nordwesten von Merir und verfügt über eine Radiostation.
Gemeinsam mit den 110 km nördlich liegenden Inseln Sonsorol und Fanna sowie der rund 50 km nordwestlich gelegenen Insel Pulo Anna bildet Merir den administrativen Staat Sonsorol, d. h. ein Verwaltungsgebiet der Inselrepublik Palau.